# Klucz (album Maanamu)
Klucz – dziewiąty album studyjny zespołu Maanam, wydany we wrześniu 1998 roku nakładem wytwórni Kamiling Co i Pomaton EMI. Na tym albumie grupa powróciła do rockowego grania, mimo to album w porównaniu z poprzednimi wydawnictwami sprzedał się słabo, w 40 tysiącach egzemplarzy. Album był promowany przez koncert, podczas którego grupa przedstawiła utwory ze swojej najnowszej płyty. Jego fragmenty zostały wydane na DVD Maanamu Złote DVD Vol. 1.
W 2017 roku album został wydany po raz pierwszy na płycie winylowej

## Lista utworów
1. „Bądź ostrożny” – 4:01
2. „Cela” – 3:45
3. „Agresywne lato” – 4:02
4. „Miłość od pierwszego spojrzenia” – 3:40
5. „Puerto Rico” – 2:39
6. „Klucz” – 3:29
7. „Mambo” – 2:40
8. „Bezludna wyspa” – 3:58
9. „Samotna rzeka” – 4:28
10. „Wyjątkowo zimny maj '98” – 3:31
11. „Przystań” – 4:00

## Wykonawcy
- Kora – śpiew
- Marek Jackowski – gitary
- Ryszard Olesiński – gitary
- Krzysztof Olesiński – gitara basowa
- Paweł Markowski – perkusja

Gościnnie
- David Saucedo Valle – instrumenty perkusyjne
- Tomasz Stańko – trąbka
- Sławomir Wierzcholski – harmonijka ustna
- Bogdan Bohun Lewandowski – instrumenty klawiszowe
- Wilk – wycie